# Xyanide
Xyanide is een shoot 'em up computerspel voor de Xbox, uitgebracht op 15 augustus 2006. Het is ontwikkeld door Playlogic Game Factory en uitgegeven door Playlogic International.
In het spel neemt Drake van de planeet Mardar het in een ruimteschip op tegen Aguira, een kwade heks die tot de doodstraf is veroordeeld. Het is aan Drake om haar naar een soort zwart gat te begeleiden waar haar straf wordt uitgevoerd. Het ruimtevaartuig waarin Aguira gevangen wordt gehouden, wordt echter geraakt door een planetoïde. Hierdoor komt het element Xyanide vrij, een stof die gedachten omzet in materie, dat gelijk zorgt voor de creatie van allerlei vijandige werelden. Het is aan Drake om zich door deze werelden met vijanden te vechten en er voor te zorgen dat Aguira haar straf krijgt.
Het spel is in 3D en geeft het genre daarmee een andere aanblik dan de gebruikelijke 2D lineaire speelwijze. De levels van het spel hebben verscheidene thema's en er zijn gevechten tegen eindbazen zowel tijdens als het aan het eind van een level.
Het spel is er ook voor de mobiele telefoon, Xyanide Mobile, dat ontwikkeld werd door Overloaded Pocket.

## Ontvangst
| Beoordeeld door                  | Datum             | Score |
| -------------------------------- | ----------------- | ----- |
| Game Vortex                      | 22 september 2006 | 82%   |
| GamingExcellence                 | 11 september 2006 | 80%   |
| Digital Entertainment News (den) | 6 oktober 2006    | 80%   |
| GameZone                         | 5 september 2006  | 77%   |
| Cheat Code Central               | 30 augustus 2006  | 76%   |
| GameSpot                         | 18 augustus 2006  | 72%   |
| TeamXbox                         | 5 september 2006  | 70%   |
| Official Xbox Magazine           | 1 oktober 2006    | 70%   |
| IGN                              | 29 augustus 2006  | 63%   |
| Gamers' Temple, The              | 16 oktober 2006   | 60%   |